# تساكوي (بيلا)
تساكوي (Τσάκοι) وعرفت حتى عام 1926 باسم تساكون ماخالا، هي قرية في اليونان تنتمي إلى بلدية الموبيا من الوحدة الإقليمية (المحافظة السابقة) في بيلا ، في منطقة مقدونيا الوسطى. يبلغ عدد سكانها 961 نسمة وفقًا لتعداد 2011. تقع على ارتفاع 150 متر.

## السجلات

### عقد 1910
كان في القرية سكان مسلمون من أصل تركي في أوائل القرن العشرين. كان عدد سكانها 682 نسمة في تعداد 1913 ثم انخفض إلى 526 نسمة في تعداد 1920.

### عقد 1920: تبادل السكان
مع تبادل السكان في عام 1923، اضطر المسلمون للانتقال إلى تركيا واستقرت 42 عائلة لاجئة في القرية وأصبحت المستوطنة كلها من اللاجئين. كان عدد سكانها 337 نسمة في تعداد 1928.

### عفد 1940
زاد عدد سكانها إلى 455 في تعداد 1940.  تم تخصيص تساكوي مقرًا لكومونة تشمل أيضًا مستوطنات خريسا ووكاتو رودونيا.

### التسعينات: برنامج كابوديسترياس
مع برنامج كابوديسترياس، تم ضم المستوطنة إلى بلدية أريديا في عام 1997.

### عقد 2000
أُلغيت مستوطنتا كريسسا وكاتو رودونيا عام 2001. 

### عقد 2010: برنامج كاليكراتس
مع برنامج كاليكراتس، تم ضمها إلى بلدية الموبيا. 